# Rasul Džafarov
Rasul Džafarov (ázerbájdžánsky: Rəsul Ağahəsən oğlu Cəfərov; * 17. srpna 1984) je ázerbájdžánský právník a významný obránce lidských práv. Za svou činnost byl v letech 2014-2016 vězněn režimem Ilhama Alijeva.
V roce 2010 založil organizaci Human Rights Club (HRC), neformální skupiny ázerbájdžánských lidskoprávních aktivistů. Inicioval několik lidskoprávních kampaní, například v roce 2012 kampaň "Sing for Democracy", při příležitosti soutěže Eurovision Song Contest, konané v témže roce v ázerbájdžánském Baku. Kampaň měla upozornit na nedodržovaní občanských práv za strany ázerbájdžánského režimu. "Sing for Democracy" byla posléze rozšířena na dlouhodobou kampaň "Art for Democracy".
2. srpna 2014 byl spolu s dalšími lidskoprávními aktivisty, mj. Leylou Yunus a Intigamem Alijevem, zatčen a následně odsouzen za nelegální podnikání, daňové úniky a zneužití funkce. Během vyšetřování byl také obviněn ze zpronevěry a padělání - toto nebylo u soudu dokázáno. 16. dubna 2015 byl odsouzen na 6,5 let vězení. Rasul Džafarov se necítil vinen a rozhodnutí soudu označil za politický příkaz a vykonstruované obvinění. V červenci 2015 Džafarov uhradil všechny údajné daňové nedoplatky ve výši cca 7 000 manatů, protože mu jeho právníci slíbili, že při uhrazení nedoplatku může být trest ukončen. Pro úhradu nedoplatků mu trest byl snížen pouze o tři měsíce. Trest strávil ve věznici Kurdachany nedaleko Baku.
V říjnu 2014 byl spolu s dalšími ázerbájdžánskými obránci lidských práv (mj. Leylou Yunus a Intigamem Aliyevem) oceněn Cenou svobody Andreje Sacharova (Andrei Sakharov Freedom Award) od Norského helsinského výboru.
Řada mezinárodních organizací, včetně Human Rights Watch, Amnesty International, the Open Society Institute či Člověka v tísni, proti jeho uvěznění protestovala a usilovala o jeho propuštění. Bono, frontman populární rockové skupiny U2, apeloval 12. června 2015 na svém montreálském koncertě na ázerbájdžánské orgány, aby nevinného Džafarova propustily.
Propuštěn byl v březnu 2016 na základě prezidentské milosti.
Od svého propuštění je stále aktivní a volá po propuštění všech politických vězňů, požaduje komplexní vládní reformy Ázerbájdžánu. I přes prezidentskou milost si Džafarov stěžoval na nezákonnost svého odsouzení a trval na své nevinně. V dubnu 2020 Nejvyšší soud projednal jeho stížnost a Džafarova osvobodil s tím, že jeho vina nebyla prokázána.